# Trent Dalzell
Trent Dalzell, född 1989 i Wollongong, New South Wales, Australien, är en australisk skådespelare. 
Dalzell är för närvarande mest känd för sin roll som Axel Hay i den australiska såpoperan Home and away. Han är också känd för huvudrollen som Corey Petrie i andra säsongen av TV-serien Blue Water High.

## Filmografi
- 2008 – Home and Away (TV-serie) (Axel Hay), Säsong 21 mars-juli
- 2007 – Dangerous (TV-serie) (Jock), 2 avsnitt
- 2006 – Blue Water High (TV-serie) (Corey Petrie), Säsong 2